# Sikorsky-Boeing SB-1 Defiant
Pour les articles homonymes, voir Defiant.
Le Sikorsky-Boeing SB-1 Defiant, nom stylisé "SB>1" et désigné S-100 selon le constructeur, est le candidat de Sikorsky Aircraft et Boeing pour le programme Future Long-Range Assault Aircraft compris dans le plan Future Vertical Lift de l'armée des États-Unis, succédant à l'initiative Joint Multi-Role Helicopter. Il s'agit d'un hélicoptère à rotors coaxiaux rigides et d’une hélice propulsive, motorisé par deux Honeywell T55, et qui a effectué son premier vol le 21 mars 2019,,.

## Développement
Sikorsky Aircraft et Boeing produisent conjointement un démonstrateur de taille moyenne qu'ils ont nommé SB-1 Defiant, également connu sous le nom de « SB-1 »,  pour la première phase du programme. Initialement prévu à la fin de 2017, son premier vol a été retardé plusieurs fois jusqu'au 21 mars 2018. Une fois que les essais en vol commencés, l'hélicoptère est évalué par l'armée des États-Unis pour un développement ultérieur. Sikorsky dirige le développement de la première phase avec un appareil basé sur leur conception précédente du Sikorsky X2.
Boeing prévoyait de diriger la phase deux, qui est la phase de démonstration des systèmes de mission. L'équipe Boeing-Sikorsky est considérée comme ayant un avantage avec sa grande base industrielle qui pourrait se traduire par un soutien plus large de la part du Congrès.
Le 5 décembre 2022, l'Armée américaine annonce avoir attribué le contrat FLRAA à Bell, filiale de Textron Aviation, ayant proposé le V-280 Valor, un tiltrotor développé grâce au retour d'expérience gagné lors du développement du V-22 Osprey. Sikorsky annonce avoir fait appel de la décision.
Le démonstrateur est donné en novembre 2024 au United States Army Aviation Museum.

## Conception
Sikorsky et Boeing déclarent que l'objectif est d'avoir une vitesse de croisière de 460 km/h, mais moins d'autonomie en raison de l'utilisation du relativement vieux moteur T55. Un nouveau moteur, le futur moteur à turbine abordable (FATE Future Affordable Turbine Engine), doit répondre à l'exigence de rayon de 424 km. Par rapport aux hélicoptères conventionnels, les rotors principaux coaxiaux contrarotatifs et l'hélice propulsive offrent une augmentation de vitesse de 185 km/h, une extension du rayon de combat de 60% et des performances améliorées de 50% en vol stationnaire.

## Defiant X
En janvier 2021, Sikorsky-Boeing annonce la construction d'une nouvelle version du SB-1 nommée Defiant X, spécialement conçue pour le programme avions d'assaut du future à long rayon d'action (en). En février 2022, Sikorsky-Boeing choisi le nouveau moteur HTS7500 de Honeywell, un dérivé du moteur Honeywell T55 qui équipait le démonstrateur SB-1, comme moteur. Ce modèle sera équipé de sièges et du calculateur Perigon fournis par Collins Aerospace. 